# Anders Lange
Anders Lange (né le 5 septembre 1904 - mort le 18 octobre 1974) est le fondateur d'un parti politique norvégien de droite qui devient plus tard le Parti du progrès. Il est un orateur charismatique qui s'oppose au niveau élevé des impôts, aux réglementations et à la bureaucratie publique.

## Fedrelandslaget
De 1930 à 1938, Anders Lange est le secrétaire de l'organisation nationaliste norvégienne Fedrelandslaget (Cercle de la Patrie). Alors que cette dernière est auparavant une alliance politique de centre-droit conduite par Fridtjof Nansen, sous la direction d'Anders Lange, elle est connue pour organiser des rassemblements dont le but est de s'opposer aux manifestations de la classe ouvrière. Elle a aussi proposé la nomination de Hitler et de Mussolini pour le prix Nobel de la paix. Durant l'occupation nazie de la Norvège, elle est dissoute par les Allemands.

## De ALP à FrP
En 1973, Anders Lange fonde son propre parti, dont le nom prolixe mais révélateur signifie en français « Parti d'Anders Lange pour une forte réduction des impôts, des taxes et de l'interventionnisme public » (couramment appelé « parti d'Anders Lange »). Ce mouvement de protestation qu'il a créé connait un succès immédiat en réunissant 5 % des voix aux élections législatives de la même année. Ce score lui permet d'entrer au Storting, le Parlement de Norvège, où il exerce son mandat jusqu'en 1974, date de sa mort, des suites d'une insuffisance cardiaque. La direction du parti est par la suite attribuée à Carl I. Hagen qui le réforme et en fait un mouvement politique de droite plus modérée, appelé Parti du progrès. Ce dernier est aujourd'hui l'un des partis les plus importants de Norvège.

## Apartheid
Anders Lange est une personnalité controversée qui, à plusieurs reprises, marque son soutien à la politique sud-africaine de l'apartheid. À ce sujet, il est l'auteur de plusieurs articles publiés dans son journal Hundeavisen (plus tard renommé en Anders Langes Avis). Son partenaire politique Erik Gjems Onstad est aussi un ardent défenseur de l'apartheid dans les années 1960, 1970 et 1980.